# Philodromus praedatus
Philodromus praedatus là một loài nhện trong họ Philodromidae.
Loài này thuộc chi Philodromus. Philodromus praedatus được Octavius Pickard-Cambridge miêu tả năm 1871.